# Gollaprolu
Gollaprolu là một thị trấn và là một mandal thuộc huyện East Godavari, bang Andhra Pradesh, Ấn Độ. 